# Терехов, Валерий Васильевич
Валерий Васильевич Терехов (2 августа 1948 — 13 ноября 2007) — российский политик, журналист и правозащитник, бывший политзаключённый, лидер Ленинградского (Санкт-Петербургского) отделения партии Демократический Союз.

## Биография
Родился в Донецкой области в г. Горловка 2 августа 1948 году. В молодости приехал в Ленинград, учился в Институте кино и телевидения. В 1972 году был арестован и осуждён на 5 лет лишения свободы по обвинению в укрывательстве краденого. После освобождения из заключения работал в системе общепита, был директором железнодорожного вагона-ресторана.

## Диссидент-антикоммунист
В середине 1980-х годов примкнул к советскому диссидентскому движению. В мае 1988 года стал одним из основателей первой в СССР легальной оппозиционной партии Демократический Союз (ДС). В 1988 год—1991 годах был одним из наиболее известных руководителей Ленинградского (Северо-Западного) регионального отделения Демократического Союза. После начавшегося в конце 1990 года распада ДС на враждующие фракции и группировки и прекращения активной деятельности летом 1991 года отошёл от участия в этой организации.

## Преследования и репрессии
В период с мая 1988-го по март 1990 года выступал организатором несанкционированных митингов и демонстраций в городе, не менее 12 раз подвергался задержаниям и административным арестам на срок до 15 суток.
13 декабря 1988 года по инициативе начальника следственного отдела Управления КГБ СССР по Ленинградской области Виктора Черкесова, впоследствии известного политика, было возбуждено последнее в СССР уголовное дело по статье 70 УК РСФСР «Антисоветская агитация и пропаганда» против В. Терехова и других активистов ленинградского ДС — Юлия Рыбакова, Александра Скобова, Екатерины Подольцевой. Дело получило символический номер 64 (64-я статья УК РСФСР — «расстрельная» статья об измене Родине). На следующий день, 14 декабря 1988 года, были проведены обыски на квартирах Терехова, Рыбакова, Скобова, Подольцевой, активиста НТС Ростислава Евдокимова. Статью против Терехова и других активистов ДС поместила газета «Правда». На пресс-конференции по делу Виктор Черкесов заявил, что «раскрыт крупный заговор антисоветчиков». В декабре 1989 года уголовное дело № 64 было закрыто в связи с отменой 70-й статьи УК РСФСР и изменением внутриполитической обстановки в СССР.
После принятия в 1990 году закона о защите чести и достоинства президента СССР М. С. Горбачёва против Терехова было возбуждено уголовное дело по обвинению в оскорблении чести и достоинства Горбачёва, однако до суда оно не дошло. Также в 1990-е годы против Терехова велось уголовное дело по статье 200.1 УК РСФСР («нарушение порядка организации или проведения собрания, митинга, демонстрации, шествия и пикетирования»).
В одном из задержаний Терехова у Казанского собора, согласно сохранившейся фотосъёмке, участвовал человек в штатском, внешне похожий на будущего президента России, а тогда — сотрудника КГБ Владимира Путина Впоследствии Путин через своего пресс-секретаря опровергал участие в этой акции, пояснив, что вернулся из Германии в Ленинград тремя месяцами позже.
В 1995—1998 годах Терехов — помощник депутата Госдумы Галины Старовойтовой.
В 2000 году участвовал в создании Движения «Нет!», выступавшего за голосование «против всех» кандидатов на президентских выборах. В 2000-е годы вошёл в состав Объединённого Гражданского Фронта и коалиции «Другая Россия». С 2007 года активно участвовал в оппозиционных «Маршах несогласных» и от имени ДС выражал им политическую поддержку.
По словам лидера нацболов Санкт-Петербурга Андрея Дмитриева:
Терехов — один из самых заметных уличных политиков Ленинграда конца 80-х, лидер "Демократического Союза" — стал снова интересоваться оппозицией. Несколько раз мы встречались в компаниях "несогласных". Смотрели видео с перестроечных митингов, где Терехова стаскивали с трибуны менты. (До боли похоже на кадры нынешних разгонов демонстраций...). 3 марта 2007 года, едва выйдя из больницы, Валерий Васильевич пришёл на "Марш несогласных". Он был в первых рядах протестующих, когда мы вырвались далеко вперед на Невский. Нас атаковал ОМОН и стал растаскивать по машинам. Мы оказались в одном автобусе. Когда его бросили на пол, он попросил: "Слышь, не дави сверху, у меня сердце больное". "А мне плевать", — ответил ОМОНовец. Через несколько дней он снова оказался в больнице… Валерий Васильевич был один из немногих настоящих демократов, которых мне повезло встретить в жизни.
После официального запрета Национал-большевистской партии Терехов заявил: «Теперь вся оппозиция должна выйти под нацбольскими флагами. Из солидарности. Как в Дании во время нацистской оккупации, когда люди вышли с магендовидами, протестуя против еврейских погромов».
Валерий Терехов умер в Санкт-Петербурге 13 ноября 2007 года от рака в возрасте 59 лет.